# اسکیت‌باز
اسکیت‌باز (انگلیسی: Patineur Grotesque) یک فیلم دربارهٔ اسکیت بازی است و ژانر آن کمدی است. ماریوس سستیر در سال ۱۸۹۶ در منطقه سیدنی فیلم بردار تعدادی فیلم کمدی بود. این فیلم تا سال ۱۸۹۷ در لیون فرانسه عرضه نشد. اسکیت‌باز در فهرست اصلی برادران رایت به نام‌های lumiere n - ۱۱۷ و n - ۷۳ در یک کاتالوگ جدید فهرست شده‌است.